# Superbad: The Return of Boosie Bad Azz
Superbad: The Return of Boosie Bad Azz – czwarty studyjny album amerykańskiego rapera Lila Boosiego. Został wydany 15 września 2009 roku. Singlem promującym album był utwór "Better Believe It" z udziałem Young Jeezy’ego i Webbiego. Album zadebiutował na miejscu siódmym amerykańskiej listy sprzedaży Billboard 200.

## Lista utworów
1. "My Avenue" (feat. Lil Phat & Lil Trill)
2. "Top Notch" (feat. Mouse, Lil Phat & Lil Trill)
3. "Better Believe It" (feat. Young Jeezy & Webbie)
4. "Lawd Have Mercy"
5. "I'm a Dog" (feat. Lil Phat)
6. "No Mercy"
7. "My Levi’s" (feat. Lil Phat & Webbie)
8. "Bullshit"
9. "Who Can Love U" (feat. Bobby V)
10. "Miss Kissin' On You" (feat. Trina & KaDe)
11. "Pain"
12. "Loose as a Goose" (feat. Foxx & Mouse)
13. "Clips and Choppers"
14. "Bank Roll"
15. "Crayola"
16. "Mind of a Maniac"